# Eierland
Eierland, talvolta riportata come Eyerland o come Eijerland, è stata un'isola delle Isole Frisone Occidentali nei Paesi Bassi, e costituisce oggi l'appendice settentrionale dell'isola di Texel.
Il suo nome, che in olandese significa "terra delle uova", deriva dal fatto che su di essa venivano raccolte le uova di gabbiano destinate all'uso alimentare nella città di Amsterdam.

## Storia
L'isola di Eierland era parte dell'isola di Vlieland fino al XIII secolo quando si separò dalla seconda. Durante il XVI secolo, nel braccio di mare tra Texel e Eierland crebbe un banco di sabbia che veniva sommerso solo in caso di marea molto alta. Tra il 1629 e il 1630, fu costruita una diga che connetteva le due isole, e Eierland cessò definitivamente di esistere come isola separata. La diga, costituita da sola sabbia, fu stabilizzata attraverso l'introduzione della ammofila.
Nel 1835, le acque poco profonde tra le due isole, i tipici mudflats del mare dei Wadden, furono acquistate dallo stato da parte di un gruppo di investitori guidati da Nicolaas de Cock, un commerciante di Anversa. Impiegando 1500 operai, nel giro di venti settimane fu creata la diga a protezione del polder di Eierland. Questo comportò un significativo allargamento dell'isola di Texel.
Un anno dopo, nel 1836, fu iniziata la costruzione di un villaggio nel polder. Inizialmente chiamato Nieuwdorp, fu rinominato De Cocksdorp che significa letteralmente di "villaggio di De Cock", in onore di Nicolaas de Cock.
Il faro di Eierland, il più importante dell'isola di Texel, è situato all'estremità settentrionale della ex-isola nell'area conosciuta come het Engels Kerkhof (il Cimitero Inglese).